# Lex mercatoria
La lex mercatoria est historiquement un ensemble de règles de droit servant à encadrer les relations contractuelles entre commerçants. Contrairement au droit positif pur, c'est-à-dire un droit imposé par l'État ou par les conventions internationales, elle constitue un corpus de règles s'imposant aux parties d'un contrat. Le droit positif s'imposant d'office entre personnes d'une même juridiction, elle est observée dans un contexte plutôt international. 

## Source
La lex mercatoria peut soit être un mode d'interprétation du droit soit un instrument de droit à proprement parler. Lorsqu'elle constitue une source d'interprétation, elle peut être constatée par les principes généraux, les usages ainsi que les sentences arbitrales. Quant aux instruments, les principes unidroit, les instruments institutionnels (loi modèle, règlements institutionnels, etc.), ainsi que les contrats types constituent les instruments les plus reconnus encadrant les relations contractuelles internationales en absence de règles positives applicables au contrat.
La lex mercatoria est un concept prenant source dans les droits positifs nationaux mais qui évolue de façon autonome sans être soumis aux règles de droits nationaux. Une analyse transnationale est nécessaire pour observer l'existence d'une règle de droit sous l'empire de la lex mercatoria. Le professeur Emmanuel Gaillard définit la méthode transnationale comme étant une analyse comparée des droits nationaux applicables aux parties et qui produisent le même résultat juridique dans les deux droits nationaux applicables aux parties du contrat.
La raison d'être de la lex mercatoria est le consentement implicite des parties à se soumettre à des règles juridiques supérieures au contrat opposé à une application de règles singulières propre au contrat des parties (clauses du contrat). Le raisonnement qui rend légitime son application est celui du consentement implicite des parties puisque toutes les parties sont, dans leur droit national respectif, déjà soumises aux règles de droit imposées par la lex mercatoria qui est le produit d'une analyse transnationale.

## Critiques
L'existence même de la lex mercatoria en tant que corpus de règle de droit est remise en question. La critique la plus courante est que cette dernière peut faire l'objet d'une application biaisée contraire aux fondements de celle-ci et par conséquent, servir d'argument fourre-tout. Toutefois, une application cohérente et motivée permet de justifier le recours à ces règles par une analyse poussée de l'origine et du fondement de la règle.

## Racines historiques
La lex mercatoria est un système juridique utilisé par les marchands dans l'Europe médiévale. Plutôt qu'être le résultat de l'édit d'une autorité finale, elle a évolué en se fondant sur l'usage.
La lex mercatoria était à l'origine un corps de règles et principes posé par les marchands eux-mêmes pour régir leurs transactions. Elle consistait d'usages et de coutumes communs aux marchands en Europe, avec quelques différences locales.